# Bison (Dakota du Sud)
Pour les articles homonymes, voir Bison (homonymie).
La ville de Bison est le siège du comté de Perkins, dans l’État du Dakota du Sud, aux États-Unis. Selon le recensement de 2010, sa population s’élève à 333 habitants, estimée à 336 habitants en 2016.

## Histoire
Fondée en 1907, la ville est ainsi nommée par George Carr, qui y découvrit de nombreux ossements de bisons.

## Démographie
| 1950 | 1960 | 1970 | 1980 | 1990 | 2000 |
| ---- | ---- | ---- | ---- | ---- | ---- |
| 457  | 457  | 406  | 457  | 451  | 373  |

| 2010 | - | - | - | - | - |
| ---- | - | - | - | - | - |
| 333  | - | - | - | - | - |

## Source
- (en) Cet article est partiellement ou en totalité issu de l’article de Wikipédia en anglais intitulé « Bison, South Dakota » (voir la liste des auteurs).